# Aphyosemion
Aphyosemion is een straalvinnige vissengeslacht uit de familie van de killivisjes (Nothobranchiidae).

## Kenmerken
Op enkele uitzonderingen na worden deze vissen niet langer dan 7 cm.

## Verspreiding en leefgebied
Deze zoetwatertandkarpers komen voor in tropisch Afrika.

## Aquarium
Deze vissen worden graag in aquariums gehouden vanwege hun prachtige kleuren en interessante broedgewoonten. ook de zogenaamde 'bruiloftsdans' is een spectaculaire aangelegenheid.

## Soorten
- Aphyosemion abacinum Huber, 1976
- Aphyosemion ahli Myers, 1933
- Aphyosemion alpha Huber, 1998
- Aphyosemion amoenum Radda & Pürzl, 1976
- Aphyosemion aureum Radda, 1980
- Aphyosemion australe (Rachow, 1921)
- Aphyosemion bamilekorum Radda, 1971
- Aphyosemion batesii (Boulenger, 1911)
- Aphyosemion bellicauda (Boulenger, 1903)
- Aphyosemion bitaeniatum (Ahl, 1924)
- Aphyosemion bivittatum (Lönnberg, 1895)
- Aphyosemion bualanum (Ahl, 1924)
- Aphyosemion buytaerti Radda & Huber, 1978
- Aphyosemion callipteron (Radda & Pürzl, 1987)
- Aphyosemion calliurum (Boulenger, 1911)
- Aphyosemion cameronense (Boulenger, 1903)
- Aphyosemion campomaanense Agnèse, Brummett, Caminade, Catalan & Kornobis, 2009
- Aphyosemion castaneum Myers, 1924
- Aphyosemion caudofasciatum Huber & Radda, 1979
- Aphyosemion celiae Scheel, 1971
- Aphyosemion chauchei Huber & Scheel, 1981
- Aphyosemion christyi (Boulenger, 1915)
- Aphyosemion citrineipinnis Huber & Radda, 1977
- Aphyosemion coeleste Huber & Radda, 1977
- Aphyosemion cognatum Meinken, 1951
- Aphyosemion congicum (Ahl, 1924)
- Aphyosemion cyanostictum Lambert & Géry, 1968
- Aphyosemion dargei Amiet, 1987
- Aphyosemion decorsei (Pellegrin, 1904)
- Aphyosemion ecucuense (Sonnenberg, 2008)
- Aphyosemion edeanum Amiet, 1987
- Aphyosemion elberti (Ahl, 1924)
- Aphyosemion elegans (Boulenger, 1899)
- Aphyosemion erythron (Sonnenberg, 2008)
- Aphyosemion escherichi (Ahl, 1924)
- Aphyosemion etsamense Sonnenberg & Blum, 2005
- Aphyosemion exigoideum Radda & Huber, 1977
- Aphyosemion exiguum (Boulenger, 1911)
- Aphyosemion ferranti (Boulenger, 1910)
- Aphyosemion franzwerneri Scheel, 1971
- Aphyosemion fulgens Radda, 1975
- Aphyosemion georgiae Lambert & Géry, 1968
- Aphyosemion hanneloreae Radda & Pürzl, 1985
- Aphyosemion heinemanni Berkenkamp, 1983
- Aphyosemion hera Huber, 1998
- Aphyosemion herzogi Radda, 1975
- Aphyosemion hofmanni Radda, 1980
- Aphyosemion joergenscheeli Huber & Radda, 1977
- Aphyosemion kouamense Legros, 1999
- Aphyosemion koungueense (Sonnenberg, 2007)
- Aphyosemion labarrei Poll, 1951
- Aphyosemion lamberti Radda & Huber, 1977
- Aphyosemion lefiniense Woeltjes, 1984
- Aphyosemion lividum Legros & Zentz, 2007
- Aphyosemion loennbergii (Boulenger, 1903)
- Aphyosemion louessense (Pellegrin, 1931)
- Aphyosemion lugens Amiet, 1991
- Aphyosemion lujae (Boulenger, 1911)
- Aphyosemion maculatum Radda & Pürzl, 1977
- Aphyosemion malumbresi Legros & Zentz, 2006
- Aphyosemion melanogaster (Legros, Zentz & Agnèse, 2005)
- Aphyosemion melinoeides (Sonnenberg, 2007)
- Aphyosemion mimbon Huber, 1977
- Aphyosemion musafirii Van der Zee & Sonnenberg, 2011
- Aphyosemion occellatum Huber & Radda, 1977
- Aphyosemion ogoense (Pellegrin, 1930)
- Aphyosemion omega (Sonnenberg, 2007)
- Aphyosemion passaroi Huber, 1994
- Aphyosemion plagitaenium Huber, 2004
- Aphyosemion poliaki Amiet, 1991
- Aphyosemion polli Radda & Pürzl, 1987
- Aphyosemion primigenium Radda & Huber, 1977
- Aphyosemion pseudoelegans Sonnenberg & Van der Zee, 2012
- Aphyosemion punctatum Radda & Pürzl, 1977
- Aphyosemion punctulatum (Legros, Zentz & Agnèse, 2005)
- Aphyosemion raddai Scheel, 1975
- Aphyosemion rectogoense Radda & Huber, 1977
- Aphyosemion riggenbachi (Ahl, 1924)
- Aphyosemion schioetzi Huber & Scheel, 1981
- Aphyosemion schluppi Radda & Huber, 1978
- Aphyosemion schoutedeni (Boulenger, 1920)
- Aphyosemion seegersi Huber, 1980
- Aphyosemion splendopleure (Meinken, 1930)
- Aphyosemion striatum (Boulenger, 1911)
- Aphyosemion teugelsi van Der Zee & Sonnenberg, 2010
- Aphyosemion thysi Radda & Huber, 1978
- Aphyosemion tirbaki Huber, 1999
- Aphyosemion trilineatus (Brüning, 1930)
- Aphyosemion volcanum Radda & Wildekamp, 1977
- Aphyosemion wachtersi Radda & Huber, 1978
- Aphyosemion wildekampi Berkenkamp, 1973
- Aphyosemion wuendschi Radda & Pürzl, 1985
- Aphyosemion zygaima Huber, 1981